# Dihidrogén-trioxid
A dihidrogén-trioxid vagy trioxidán a hidrogén-polioxidok közé tartozó instabil szervetlen vegyület, képlete H2O3 vagy HOOOH. Vizes oldatban vízre és szingulett oxigénre bomlik:
A fordított reakció, azaz amikor szingulett oxigénből és vízből H2O3 keletkezik, ritka, részben, mert a szingulett oxigén nem fordul gyakran elő. Az élőlényekben ugyanakkor ismert egy olyan reakció, melynek során szingulett oxigénből ózon keletkezik. A feltételezett mechanizmus szerint szingulett oxigénből antitest katalízis hatására trioxidán keletkezik.

## Előállítása
Csekély, de kimutatható mennyiségű H2O3 keletkezik ózon és hidrogén-peroxid reakciójában vagy víz elektrolízise során. Nagyobb mennyiség állítható elő ózon és szerves redukálószerek alacsony hőmérsékleten, különböző szerves oldószerekben (az antrakinon-eljáráshoz hasonlóan) végzett reakciójával. Szerves hidrotrioxidok (ROOOH) bomlása során is keletkezik.
Hidrogén-peroxid és ózon keverékét használják szerves anyagokkal szennyezett talajvizek fertőtlenítésére, előbbiek reakciójában H2O3 és H2O5 is keletkezik.

## Szerkezete
Spektroszkópiai vizsgálat szerint a dihidrogén-trioxid ferde, lineáris molekula, melyben az O−O kötések rövidebbek mint a hidrogén-peroxidban. Valószínűleg előfordul dimerként és trimerként is. A hidrogén-peroxidnál valamivel erősebb sav, H+ és OOOH− ionokra disszociál.

## Reakciói
A H2O3 könnyen vízre és szingulett oxigénre bomlik. Szobahőmérsékleten szerves oldószerekben 16 perc a felezési ideje, vízben csak a másodperc törtrészéig létezik. Tioéterekkel szulfoxidokat (X−SO−X) képez.
A legújabb kutatások szerint a dihidrogén-trioxid felelős az ózon/hidrogén-peroxid keverék antimikrobiális hatásáért. Mivel utóbbi két vegyület a biológiai rendszerekben is megtalálható, valószínűsítik,  hogy az egyik emberi antitest dihidrogén-trioxidot állít elő oxidálószerként a betolakodó baktériumok ellen.
A biológiai rendszerekben a dihidrogén-trioxid szingulett oxigén és víz közötti reakcióban keletkezik (a reakció iránya a koncentrációviszonyoktól függően változhat), a szingulett oxigént az immunsejtek állítják elő.
Kísérletileg először 2005-ben vizsgálták, mikrohullámú spektroszkópiával. A molekula transz konformációjú, benne az O−O kötés hossza 142,8 pikométer, szemben a hidrogén-peroxidra jellemző 146,4 pikométeres értékkel. Elméleti számítások szerint további oxigén láncmolekulák vagy hidrogén-polioxidok léteznek (általános összegképletük H2On), és kis nyomású gázban akár végtelenül hosszú oxigénlánc is létezhet. Ezen spektroszkópiai bizonyítékok birtokában elkezdhető e molekulák keresése a csillagközi anyagban.

## Fordítás
Ez a szócikk részben vagy egészben  a   Trioxidane című angol Wikipédia-szócikk ezen változatának fordításán alapul.  Az eredeti cikk szerkesztőit annak laptörténete sorolja fel. Ez a jelzés csupán a megfogalmazás eredetét és a szerzői jogokat jelzi, nem szolgál a cikkben szereplő információk forrásmegjelöléseként.